# Hydrophis belcheri
Hydrophis belcheri (лат.) — ядовитая змея из семейства аспидов (Elapidae). Видовое латинское название дано в честь английского адмирала Эдварда Белчера (1799—1877).
Общая длина составляет 0,5—1 м. Голова небольшая, короткая, узкая. Над ноздрями имеет клапаны, чтобы дышать воздухом. Туловище тонкое. На спине имеет крупную чешую, которая накладывается друг на друга. В центре каждой чешуйки присутствует бугорок. Чешуя брюха довольно узкая. Хвост веслообразный, сильно сжат с боков. Окраска желтоватая с тёмно-зелёными полосами.
Любит рифы. Держится преимущественно в воде. Может находиться под водой до 8 минут. Прекрасно плавает. Питается рыбой и моллюсками.
Яд содержит в основном нейротоксины, действующие на нервную систему, и миотоксины, вызывающие сильнейшую боль.
Эта змея является очень робкой (не агрессивной).
Яйцеживородящая змея.
Вид распространён в Тихом океане, у побережья Таиланда, Индонезии, Филиппин, Вьетнама, Новой Гвинеи, Соломоновых островов, рифа Ашмор (северо-западная Австралия).